# Aeroportul Cape Dorset
Aeroportul Cape Dorset (IATA: YTE, ICAO: CYTE) este un aeroport din Kinngait⁠(d), Nunavut, Canada. Aeroportul a fost tranzitat în 2008 de 6.227 de pasageri.
Situat la o altitudine de 48 m, aeroportul dispune de o singură pistă.